# 魔法の少女シルキーリップ
『魔法の少女シルキーリップ』（まほうのしょうじょシルキーリップ）は、株式会社日本テレネットが1992年6月19日にメガCD用で発売したアドベンチャーゲーム。PCエンジンのSUPER CD-ROM2への移植が行われていたが発売には至らなかった。メガCDとPCエンジンのシナリオを元にWaffle（ワッフル）が2008年3月28日に発売したアダルトゲームでもある。

## 概要

### メガCD版『魔法の少女シルキーリップ』
テレビアニメを強く意識した作りになっており、1つの話がオープニング、ゲーム（前編）、アイキャッチ、ゲーム（後編）、エンディングで構成され、それが合計11話分ある。各話の間にブレイクタイムがあり、リップの状態表示や感情の平均化などができる。
- ゲーム自体は主にフィールドマップによる移動、会話モード、戦闘モードから構成されている。会話モードでは選択肢により女王候補としての適性を審査される。しかし、本作での感情値はフィールドマップやブレイクタイム時に任意で平均化できる。なお、感情値が0になったものは選択ができなくなる。
- 声優陣による音声が収録されている。BGMとオープニングとエンディングはCD-DAで、オープニングテーマ「魔法の少女シルキーリップ」はフルコーラスバージョンも別個に収録されている。
- 全体的なゲームシステムは翌年発売された『Aランクサンダー 誕生編』（1993年）で踏襲された。
- 発表当時の成人向け漫画雑誌『コミックドルフィン』（司書房）では美少女エロ漫画『魔法のエンジェル MILKYリップ』が連載されており、連載後の1993年12月には同社から『MILKYリップ』のタイトルで単行本化された。ISBN 4887250088
- 「ギャルゲー」という語の発祥となったゲームとされる[2][要ページ番号]。
- 2022年10月27日発売のセガの復刻ゲーム機「メガドライブ ミニ2」に、プリインストールされる60作品の一つとしてメガCD版が収録される[3]。移植はエムツーが担当。

### PCエンジン版『魔法の少女シルキーリップ 三人の女王候補』
『魔法の少女シルキーリップ 三人の女王候補』（まほうのしょうじょシルキーリップ さんにんのじょうおうこうほ）のタイトルで、1993年から制作されていた。PCエンジンのSUPER CD-ROM2へは単に移植するだけでなく、違うシナリオが用意されており、ノベルズ形式へのジャンル変更も行われた。本作はMEGACD版からの移植ではなく別のバージョンとしての位置づけがされている。
- PCエンジン版開発までの詳しい経緯は、監督の遠藤正二朗がTwitterで証言している。それによると、遠藤が渉外部に所属していた頃にPCエンジン版の企画を出していたが一旦ボツになっていた。渉外部解体後にPCエンジン開発ラインへ異動になった時に『重装ブレネイド』という新企画を立ち上げたものの、急遽会社上層部からリップの移植の指示が下り[7]、当初の製作予定期間8ヶ月に対して6ヶ月での短期間の開発を要求されたという（リンク先の当該ページも参照のこと）。
- アフレコはほぼ終了しており、開発度は60％まで進んでいた[8]。しかし『PCエンジンFAN』1994年5月号を最後に情報が途絶え、日本テレネットの方針変更もありお蔵入りとなった。

### アダルトゲーム版『魔法の少女シルキーリップ 三人の女王候補』
日本テレネットが事実上倒産したのち、権利を譲渡されたWaffleが開発、2008年3月28日に発売された。開発中止となった幻のPCエンジン版を可能な限り再現し、メガCD版のエピソードやメッセージを盛り込んだリメイク版の「少女編」と、アダルトゲーム版オリジナルの「大人編」の2部構成となっている。サブタイトルはPCエンジン版のものが使用されている。オリジナル版の開発スタッフは、監督の遠藤正二朗をはじめ、一切関わっていない。同じ日本テレネットでアダルトゲーム『ヴァリスX』としてリメイクされた『夢幻戦士ヴァリス』に比べれば大きな非難や不買運動には発展せず、程々の評価は得られたという。

## 設定

### 各話タイトル
1. 魔法の国からこんにちは!
2. 天才少女イザベラ登場!
3. リップのアルバイト
4. 魔法が使えなくなっちゃった!
5. 黒魔館のなぞを追え!
6. イザベラがパートナー
7. うそ! 魔法がばれちゃった?
8. ついに対決! リップvsイザベラ!
9. ゆがんだ恋のチョコレート
10. 魔界からの脱獄者!
11. さようなら そして…ありがとう

## 登場キャラクター
声優はメガCD版 / アダルトゲーム版の順で書く。
リップ・ゲルソーク・ゼングルクル
声 - 山本百合子 / 金松由花
主人公。人間界の名前は大竹 リップ（おおたけ リップ）。ゲーム開始時の人間界へ赴く前年度は、魔導小学校に通う魔法使い見習いの、平凡な10歳の小学4年生。魔導覇王の命により女王候補として修行のために人間界へ行くことになる。誕生日は2月29日で血液型O型。スリーサイズはB-75B/W-50/H-78。
イザベラ・アリストゥル・ゲルベゾルゲ
声 - 久川綾 / 逢川奈々
主人公の同級生で同じく女王候補のライバル。11歳とは思えない容姿で高飛車な性格だが、前年度のジュニア魔導士選手権のチャンピオンで魔導の力はリップを遙かに凌駕する。誕生日は8月15日で血液型A型。B-86D/W-58/H-88。
シェイク・カスパー・メルライアン
声 - 篠原恵美 / 白井綾乃
人間界でのリップの親代わり。惑星単位での記憶操作も可能なほどの凄腕を誇る魔界の魔導士である。人間界ではシェイク 大竹（シェイク おおたけ）と名乗り、ハンバーガーショップ「ドメ・ドナルド」を経営している。28歳。
ドメ大竹
声 - 若本規夫 / ルネッサンス山田
シェイクの夫。子供服ファッションデザイナー。38歳。
ケチャ
声 - 屋良有作 / 片岡一郎
獣変換症候群に分類される聖獣。普段はリップのペンダントの中の小魔空間の中に入っている。いわゆる魔女っ子に付き物の、謎の生物。
寺岡 茶子
声 - 高山みなみ / 涼森ちさと
リップのクラスメイト親友。クラスのアイドル的存在だが、体育は苦手の眼鏡っ子。家は古書店を営む。
一丈寺 政治（ハゲタンク）
声 - 龍田直樹 / 江戸川大
リップのクラスメイトであるガキ大将。
猿留 宗彦（サル）
声 - 柏倉つとむ / 永倉仁八
リップのクラスメイトであるガキ大将の腰巾着。
相原 詩美
声 - 萩森順子 / 不明
リップのクラスメイト。委員長タイプ。
小高 くるみ
声 - 鈴木砂織 / 不明
リップのクラスメイト。
城ヶ谷 陽子
声 - 鶴ひろみ / 深井晴花
リップのクラスである5年3組の担任教師。学校随一の切れ者で理論派。独身。
奈良枝 善次郎
声 - 小林清志 / 不明
リップの通う学校の体育教師。
穴目
声 - 小林清志 / 不明
凶悪魔導犯罪者集団三人衆。最終話でダンテの手により、再び逮捕される。
ハヤテの甚六
声 - 掛川裕彦 / 不明
凶悪魔導犯罪者集団三人衆。最終話でリップ達の手により、肉体ごと消滅させられる。
マシラの平治
声 - 屋良有作 / 不明
凶悪魔導犯罪者集団三人衆。最終話でダンテの手により、再び逮捕される。
寺岡 東
声 - 掛川裕彦 / 不明
茶子の父。
寺岡 美美
声 - 江森浩子 / 不明
茶子の母。
魔導覇王
声 - 若本規夫 / ルネッサンス山田
魔界の王。
ダンテ
声 - 大倉正章 / 不明
魔導警察。

### PCエンジン版及びアダルトゲーム版のみの登場キャラクター
リメラ・ブックモット・ディラリアス
声 - 笠原留美 / 成瀬未亜
PCエンジン版オリジナルのキャラクターで11歳。体つきはかなり小柄。その体と同じくらいの大きさのハンマーを持ち、バニーガールがつけるようなうさぎの耳飾りを頭につけているのが特徴。人格変換の魔法を使うが魔導能力はリップよりも低いという設定。

### アダルトゲーム版のみの登場キャラクター
トウヤ・ウルロ・ガードマーク
かつて魔導覇王に代わって魔界を治めていた貴族の党首の息子。魔界での権威を奪った魔導覇王への憎しみを内に秘めている。人間界では教師として学園内に忍び込み、女王になるであろうリップの動向を監視している。「大人編」での主人公的ポジション。
シェリル・ウルロ・ガードマーク
声 - 和葉
トウヤの双子の妹。凛とした容貌をしており、優れた剣の腕前を持つ。兄であるトウヤを偏愛しており、肉体関係を結んでいる。その一方リップに対しては激しい嫉妬や憎悪の感情を持っている。

## 音楽

### 主題歌
- オープニングテーマ「魔法の少女シルキーリップ」
- エンディングテーマ「幸せをありがとう」
  - 作曲：小川史生、作詞：遠藤正二朗、歌：山本百合子

## スタッフ
- キャラクターデザイン：木下崇
- 流れのプログラマ：大竹リップ♡
- おたすけマン：FoZoえもん
- あそび人：SYM、オムタモモコブラIIスペシャル（ドアは静かに）、HANAKUSO、シュビビビ、王様、KING Hara、Magician of Dot（自称）、Papiaki.s.Rice
- グラフィックデザイン協力：大友美智男、牧由尚、川和千鶴
- サウンドプロデュース：梅津貴陽
- 技術監修：山本雅康
- 音響制作：株式会社A&K、湯浅稔
- 宣伝担当：三浦智子、吉岡孝夫、三浦遊馬、鈴木正芳
- マニュアル制作：大野勝久、株式会社ワークハウス
- 制作協力：古市利雄（（株）青二プロダクション）、福島次郎、福島和行、福島雄二、阿部好延
- 制作監修：福島孝
- キャラクターデザイン協力：岩田隆樹、人見英一郎
- プロデュース：小川史生
- 原作、監督：遠藤正二朗

## 評価
- ゲーム誌『ファミコン通信』の「クロスレビュー」では、5・5・5・4の合計18点（満40点）になっており[18][15]、レビュアーからの肯定的な意見としては、「この手のソフトは物珍しいし、そっち方面には受けそうな題材で大化けはしそう」と評されているが、否定的な意見としては、「ちょっと不親切というか密度が薄くてムカッとくることがある。この手のゲームってイベントの密度が濃くないと飽きちゃう」などと評されている[18]。
- 『メガドライブFAN』の読者投票による「ゲーム通信簿」での評価は以下の通りとなっており、23.33点（満30点）となっている[16]。

| 項目 | キャラクタ | 音楽 | 操作性 | 熱中度 | お買得度 | オリジナリティ | 総合  |
| 得点 | 4.42       | 3.87 | 3.23   | 3.80   | 3.81     | 4.20           | 23.33 |
- ゲーム本『メガドライブ大全』（2004年、太田出版）では、「洗脳ソングが耳になじんでしまった頃には、妙な味わいが麻薬のように心を捕らえて離さない」、「主人公『リップ』の脱ぎっぷりも、ある種の業界人にはうらやましすぎる豪快さ」、「魔界の用務員に『糞虫』、ガキ大将に『ハゲタンク』と名付ける狂気のさたもキラリと光る」と評している[17]。
- ライターの阿部広樹は、共著『超エロゲー ハードコア』の中で、メガCD版の物語構成について『サクラ大戦』を先取りしたようだと述べている[11]。その一方で阿部は、マップが広すぎる点や、調べるコマンドの虫眼鏡が使いにくい点を指摘している[11]。

### アダルトゲーム版に対する反響
ライターの阿部広樹は、共著『超エロゲー ハードコア』の中で、アダルトゲーム版について、RPG的な要素が排除された結果、わかりやすくなったと評価している。
阿部はアダルトゲーム版の少女編におけるリップとイザベラのデザインが年相応のものに変更された点についても触れ、アダルトゲーム版の大人編における2人がメガCD版の少女時代よりもまだ若く見える点を指摘している。
また、阿部は、解発資料をまとめ上げてアダルトゲームへと発展させたアダルトゲーム版のスタッフに拍手を送りたいとしつつも、遠藤のシャープな作風がメガCD版の魅力である点に触れ、アダルトゲーム版の開発に遠藤がかかわっていないことを惜しく思っている。